# Krisztián Szabó
Krisztián Szabó (* 21. Juni 1989 in Székesfehérvár) ist ein ungarischer Schach-Großmeister.

## Leben
Sein Vater hat dem sechsjährigen Krisztián einen Schachcomputer gekauft und ihn später zum örtlichen Schachverein Fehérvár SE gebracht, bei dem Ferenc Botos sein erster Trainer war. Seit 1998 ist er Mitglied des ASE Paks, in dessen erster Mannschaft er seit der Saison 2003/04 in der NB I. Szabó László csoport, der höchsten ungarischen Schachliga spielt. In Paks waren seine Trainer Béla Molnár, dann Miklós Orsó und seit 2003 László Hazai. 2005 wurde Szabó zum Internationalen Meister ernannt, die Normen hatte er zwischen November 2003 und Dezember 2004 bei drei Turnieren in Budapest erfüllt. Szabó erhielt im Jahr 2010 den Großmeistertitel, der Bürgermeister von Székesfehérvár hat ihm im Rathaus persönlich gratuliert. Die erforderlichen Normen erfüllte er bei einem First Saturday-Turnier im Juni 2009 in Budapest, in der ungarischen Mannschaftsmeisterschaft 2009/10 und im Februar 2010 beim 26. Open in Cappelle-la-Grande.
Er siegte oder belegte vordere Plätze in mehreren Turnieren: I. Platz bei der ungarischen U10-Meisterschaft (1999), I. Platz beim FS11-IM-Turnier Budapest (2003), II. Platz beim FS12-GM-Turnier Budapest (2004), I. Platz bei der ungarischen U16-Meisterschaft (2005), I. Platz beim FS10-GM-Turnier Budapest (2007), I. Platz beim FS06-GM-Turnier Budapest (2009), II. Platz beim FS09-GM-Turnier Budapest (2009).
Szabó gewann die britische Four Nations Chess League in der Saison 2008/09 mit Wood Green Hilsmark Kingfisher, für die er auch in der Saison 2010/11 spielte. In der französischen Top 12 spielte er in den Saisons 2012/13 2012/13 und 2014/15 bei Grasse Echecs.
Im Februar 2015 belegt er Platz 23 in der Elo-Rangliste Ungarns.